# اربح السباق (أغنية)
اربح السباق (بالإنجليزية: Win the Race)‏ هي أغنية لفرقة مودرن توكينغ الموسيقية الألمانية. تم إصدارها في فبراير 2001 كأول أغنية من الألبوم العاشر أمريكا. «اربح السباق»، الذي صدرت في ألمانيا وفي مناطق أوروبية أخرى في 26 فبراير 2001، من تأليف ديتر بولين وأصبح النشيد الوطني للفورمولا 1 في ألمانيا عام 2001. بلغت الأغنية ذروتها في المرتبة الخامسة في ألمانيا في 26 مارس 2001، بعد شهر واحد بالضبط من إطلاقها. في حين أن الأغنية كانت ناجحة بما يكفي في ألمانيا لقضاء إجمالي 13 أسبوعًا على الرسم البياني الفردي، إلا أنها تمكنت من الوصول إلى ذروتها في المركز 14 في النمسا، وفي الوقت نفسه دخلت أفضل 40 في سويسرا والسويد.

## قائمة التشغيل
CD-Maxi Hansa 74321 84311 2 (BMG) / EAN 0743218431128 26.02.2001
1. «اربح السباق» (تحرير إذاعي) - 3:35
2. «اربح السباق» (نسخة آلية) - 3:39
3. «اربح السباق» (سكوتر ريمكس) - 4:43
4. «فتاة سندريلا» - 3:34
5. «فتاة سندريلا» (نسخة آلية) - 3:34

## روابط خارجية
- كلمات الأغنية الكاملة على مترولايركس
- Win The Race على Discogs (قائمة بالإصدارات)